# والابی دم‌سوزنی
والابی دم‌سوزنی (نام علمی: Onychogalea) نام یک سرده از تیره کانگورو است.

## گونه‌ها
شامل سه گونه است:
- والابی دم‌سوزنی افساردار, Onychogalea fraenata
- † والابی دم‌سوزنی کرس‌سنت, Onychogalea lunata
- والابی دم‌سوزنی شمالی, Onychogalea unguifera